# كلير رافيرتي
كلير رافيرتي (بالإنجليزية: Claire Rafferty) (و. 1989  م) هي لاعبة كرة قدم، من المملكة المتحدة، شاركت في ألعاب أولمبية صيفية 2012، تلعب كظهير، ومُهَاجِمَة.

## التعليم
تعلمت في جامعة لوفبرا.

## روابط خارجية
- كلير رافيرتي على موقع الاتحاد الدولي (مؤرشف)  (الإنجليزية)
- كلير رافيرتي على موقع الاتحاد الأوربي (الإنجليزية)
- كلير رافيرتي على موقع قاعدة بيانات كرة القدم.إي يو (الإنجليزية)
- كلير رافيرتي على موقع Soccerway.com (الإنجليزية)
- كلير رافيرتي على موقع عالم كرة القدم.نت (الإنجليزية)
- كلير رافيرتي على موقع اللجنة الأولمبية الدولية (الإنجليزية)
- كلير رافيرتي على موقع أوليمبيديا (الإنجليزية)